# Hessenlager

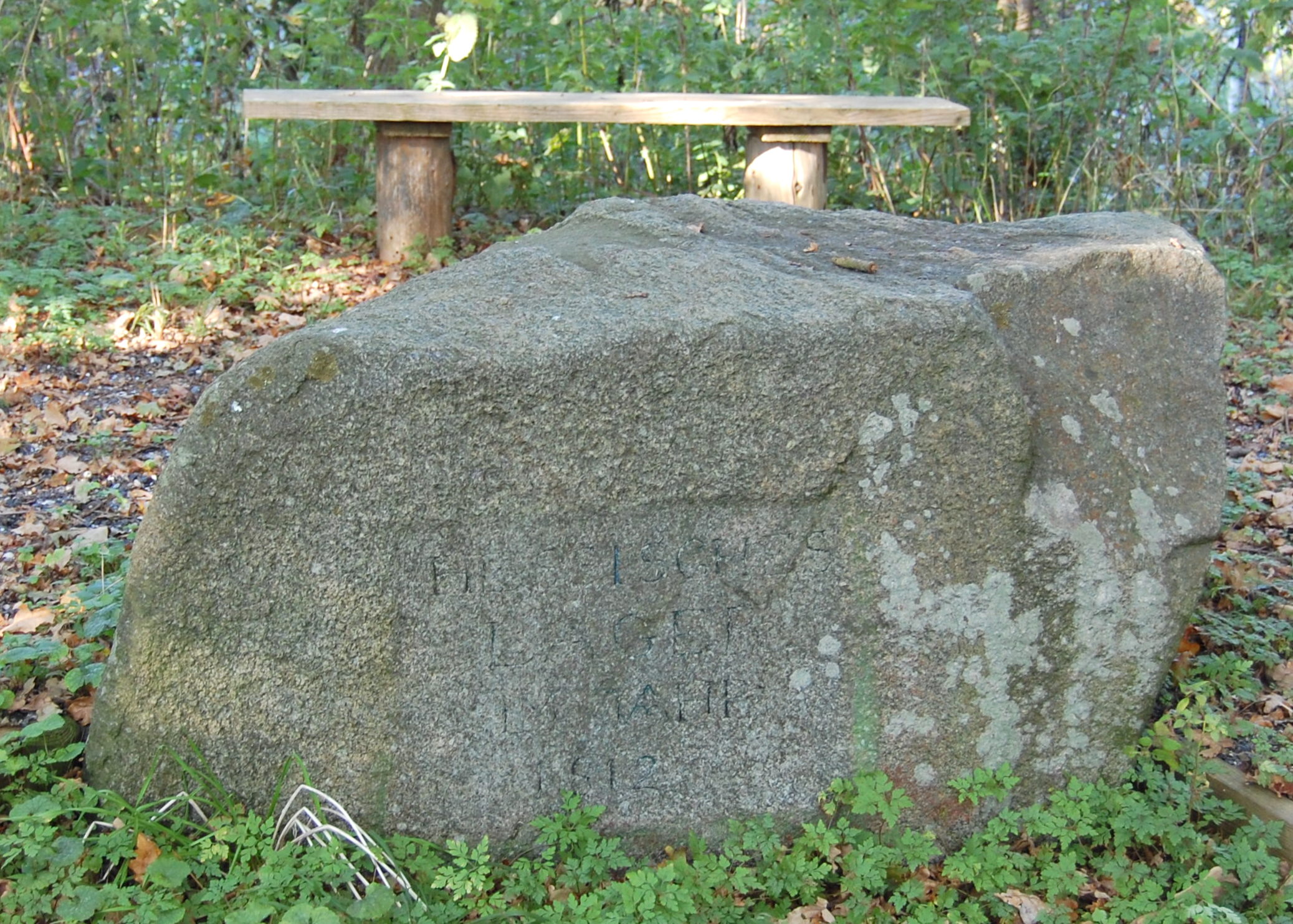
Gedenkstein für das Hessenlager in Göhren

Das Hessenlager ist ein ehemaliges Feldlager hessisch-darmstädtischer Truppen während der Franzosenzeit bei Göhren auf Rügen.

## Lage
Das Lager befand sich südlich von Göhren in der Nähe des Südstrandes unmittelbar westlich der Straße von Göhren nach Lobbe. Etwas weiter östlich befindet sich die Ostsee. Vom 1812 gebildeten Lager sind noch Reste von Wallanlagen erhalten, die als Bodendenkmal ausgewiesen sind und sich parallel zur Straße an dieser entlangziehen. Am ehemaligen Standort erinnert auf dem höchsten Punkt des Walls ein Stein mit der Aufschrift Hessisches Lager im Jahre 1812 an das Lager. Darüber hinaus ist eine erklärende Tafel angebracht. Schräg gegenüber befindet sich heute das Museumsschiff Luise.

## Geschichte
Das Zeltlager am Ufer der Ostsee war von zwei hessisch-darmstädtischen Kompanien in einem Gehölz errichtet worden. Die Truppen gehörten zu den mit dem napoleonischen Frankreich verbündeten Rheinbundstaaten. Strategisch hatte das Lager den Zweck, die Landung englischer Truppen auf Rügen zu verhindern. Es entstand eine für 100 Mann ausgelegte Baracke und eine Erdhütte, die mit Stroh und Zweigen bedeckt war. In der Mitte wurde ein langgestreckter Platz angelegt, der mit Spazierwegen und Rasenbänken versehen war und als sauber beschrieben wird. Darüber hinaus wurde eine große Erdpyramide errichtet, von der jedoch heute keine Reste mehr auffindbar sind. Der Sinn der Pyramide ist unklar. Möglicherweise diente sie als Signalstation oder Ausguck. In den Überlieferungen wird die Disziplin dieser Truppen als deutlich besser als die von englischen, bayerischen, bergischen und französischen Truppen beschrieben, die in diesem Zeitraum zeitweise ebenfalls im Bereich des Mönchguts stationiert waren. Hinter dem Lager boten Händler in Buden Proviant an.
Der Bereich, in dem das Lager angelegt worden war, trug zuvor den Namen Slötel (= Schlüssel).